# Ohrenbrücker Tor

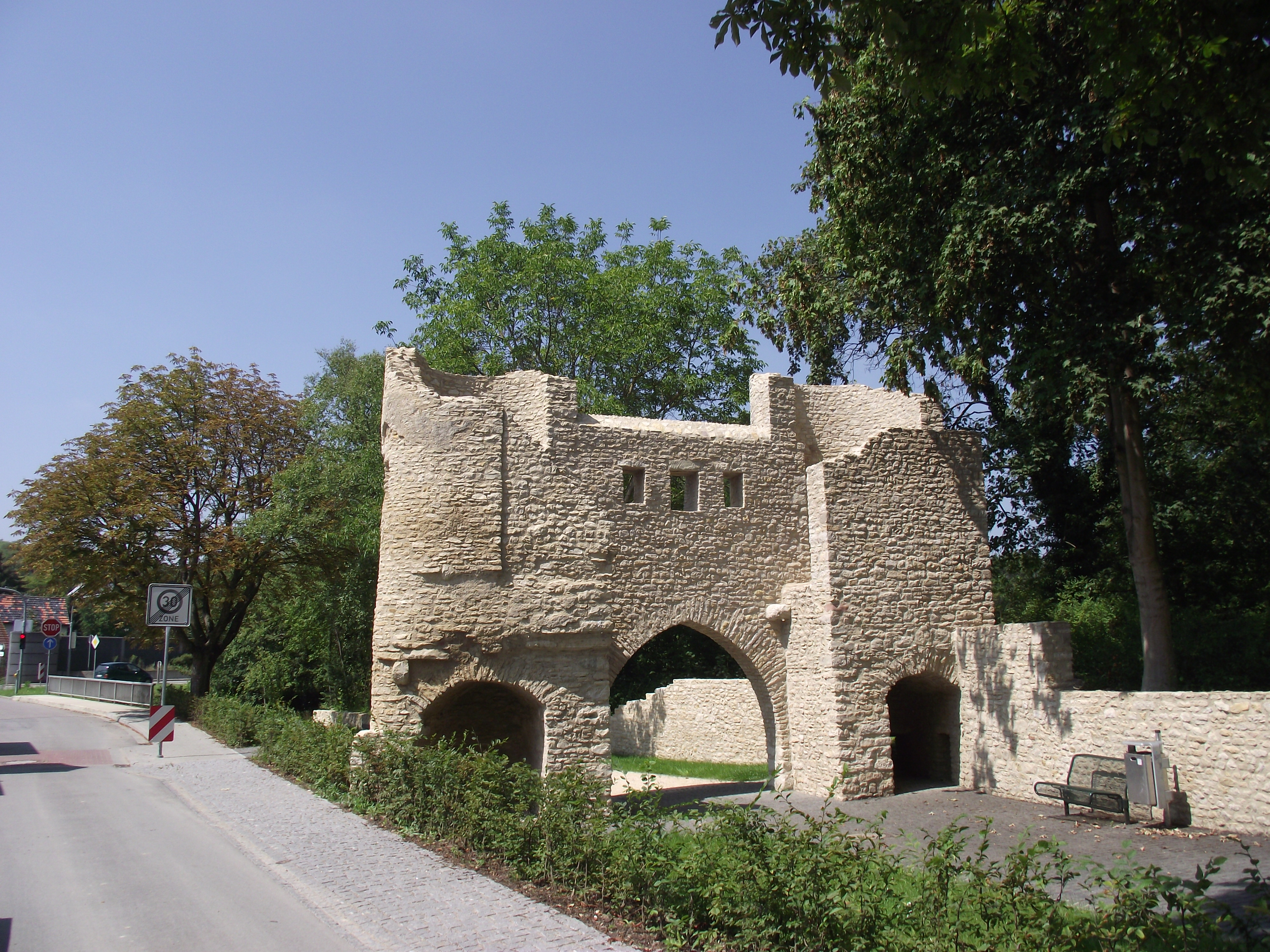
Ostansicht

Das Ohrenbrücker Tor ist ein altes Stadttor der ehemaligen Ortsbefestigung in Ober-Ingelheim.

## Name
Ohrenbrücke leitet sich von Oberer Brücke ab. Im Mittelalter existierten zwei Brücken über die Selz, die Untere Brücke am heute nicht mehr bestehenden Altengässer Tor und die Obere Brücke am Ohrenbrücker Tor.

## Architektur
Das Tor besteht aus zwei Türmen und einem gotischen Bogen. Der nördliche Turm wurde Mitte des 20. Jahrhunderts zusammen mit dem Torbogen rekonstruiert. Auf den Türmen befanden sich vermutlich Spitztürme. Das Tor besitzt eine Pechnase über dem Torbogen. Die Tortürme sind mit Rundbogenfriesen verziert.

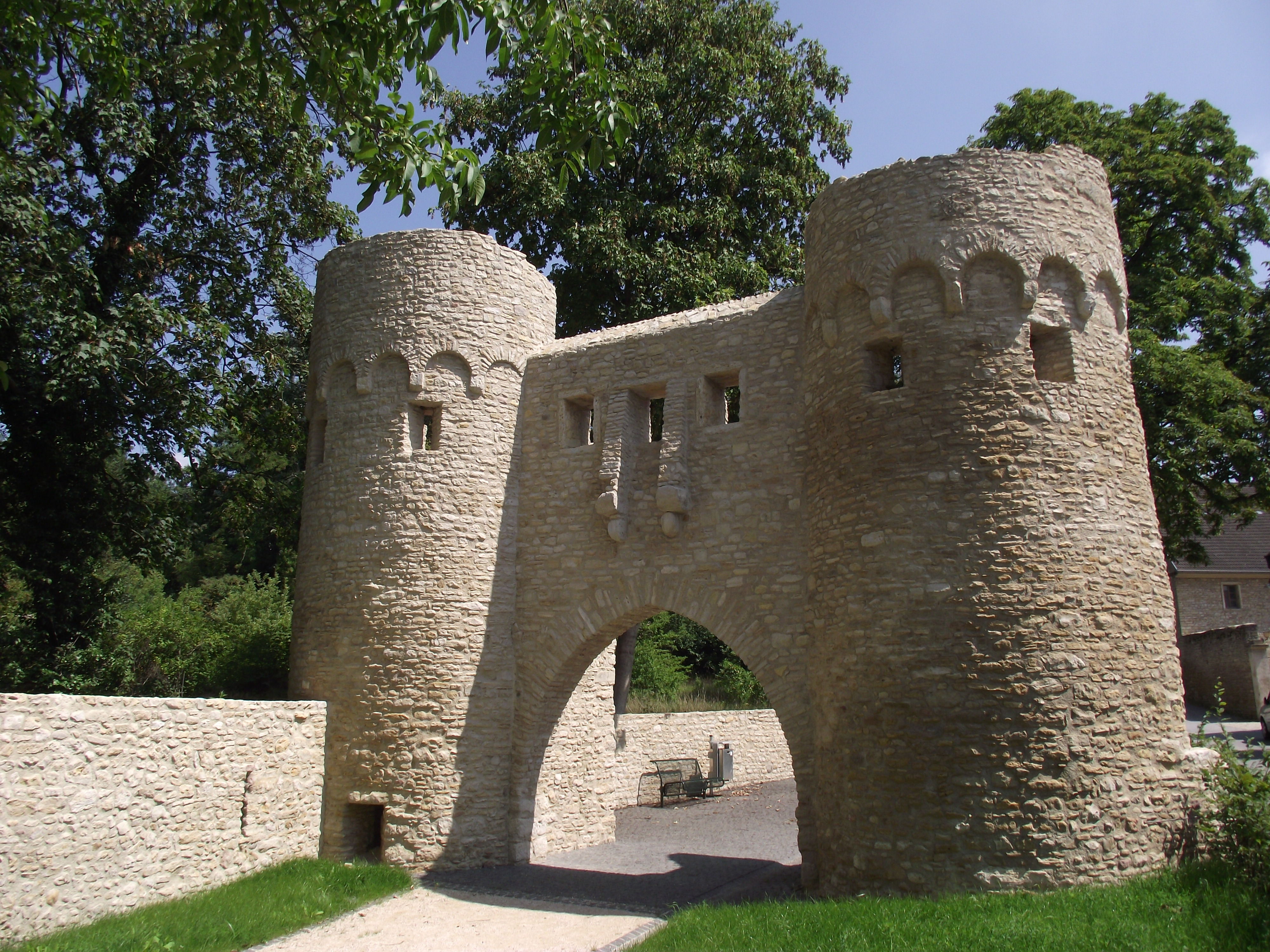
Westansicht

## Geschichte

### Vorgeschichte
Die erste Erwähnung des Tores reicht bis ins 13. Jahrhundert zurück. Es wurde für die Zuwegung in Richtung Westerberg erbaut. Ursprünglich war das Gelände vor dem Tor durch die Selz versumpft, so dass es anfangs schwierig war, dort mit Fuhrwerken in den Ort und herauszukommen. Nur für Fußgänger gab es eine schmale Brücke.

### 20. Jahrhundert – Rekonstruktion und Umgestaltung
Bis zum Jahr 1906 standen oberhalb des Tores die aus dem Mittelalter stammenden Gebäude des Nonnenklosters Engelthal, die dem Straßenneubau zum Opfer fielen. Im Jahre 1964 erfuhr das Bauwerk eine Reihe von Umbaumaßnahmen, wobei es einen Torbogen in Anlehnung an das Uffhubtor erhielt. Es ist durchaus möglich, dass das Tor im Mittelalter ein ganz anderes Erscheinungsbild hatte als heute. Im Gegensatz zum Uffhubtor führte der Pkw-Verkehr nie durch den Torbogen. Heute steht das Bauwerk unter Denkmalschutz.

## Umgebung

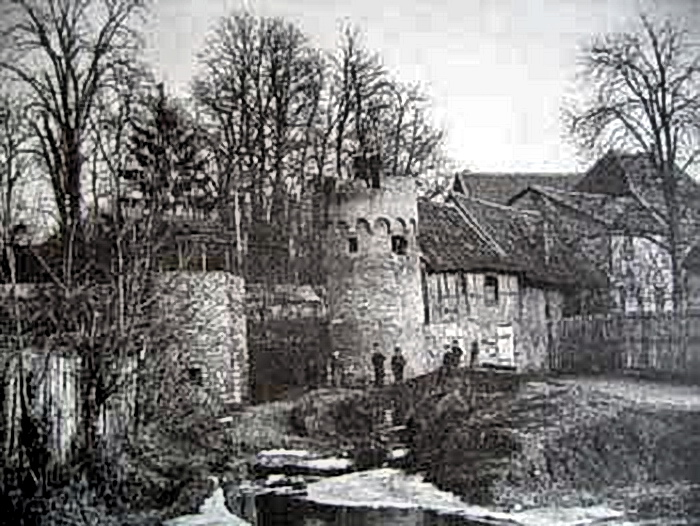
Ohrenbrückertor um 1903 mit Nonnenkloster Engelthal

Unmittelbar vor dem Tor fließt die Selz in einer kleinen Grünanlage. Oberhalb des Tores befinden sich Reste des Nonnenklosters.